# Împăcăciune
Împăcăciune (în găgăuză Dünürcülük, engleză Paint it Black) este primul film de dramă găgăuz produs de Serbest Film și regizat de Ivan Patraman. Filmul se bazează o povestire a clasicului literaturii găgăuze Nikolay Baboglu. Acest film reprezintă debutul regizoral al lui Ivan Patraman.

## Distribuție
| Mihail Konstantinov | Dimu            |
| İlya Hacı           | Lambu           |
| Olesa Sobor         | Nida            |
| Anatoli Radulov     | Yani            |
| Mihail Rezunet      | Atanas          |
| Hristofor Avramoglu | Örgi            |
| Renat Radov         | Tanu            |
| Valentina Gümüșlü   | Rada            |
| Nikolay Kara        | Fierar          |
| Sorin Sima          | Sturza          |
| Tatyana Jelez       | Nasti           |
| Ivan Patraman       | Kosti           |
| Elena Danacı        | Feni            |
| Marina Manjul       | Kati            |
| Todur Marinoglu     | Nikita Anton    |
| Evgeni Zanfir       | Tatăl lui Kosti |

## Premii
La Gala Cineaștilor 2020 organizată de Uniunii Cineaștilor din Moldova, Împăcăciune este  nominalizat și câștigă un premii: 
- Cele mai bune costume